# Rhadinella serperaster
Rhadinella serperastra är en ormart som beskrevs av Cope 1871. Rhadinella serperastra ingår i släktet Rhadinella och familjen snokar. Inga underarter finns listade i Catalogue of Life.
Denna orm förekommer i bergstrakter i Costa Rica. Arten lever i regioner mellan 1200 och 2200 meter över havet. Individerna vistas i fuktiga skogar. De gömmer sig under olika föremål. Ibland besöks angränsande jordbruksmark. Honor lägger ägg.
För beståndet är inga hot kända. Hela populationen anses vara stabil. IUCN listar arten som livskraftig (LC).